# Coupe des Pays-Bas de football 1982-1983
Navigation
Édition précédente Édition suivante
La Coupe des Pays-Bas de football 1982-1983, nommée la KNVB beker, est la 65e édition de la Coupe des Pays-Bas. La finale se joue en matchs aller et retour, le 10 mai 1983 au  stade De Meer à Amsterdam et le 17 mai 1983 au stade de Goffert à Nimègue.
Le club vainqueur de la coupe est qualifié pour la Coupe d'Europe des vainqueurs de coupe de football 1983-1984.

## Finale
L'Ajax Amsterdam gagne les deux finales contre le NEC Nimègue sur le même score, 3 à 1, et remporte son neuvième titre.
Cette saison l'Ajax réussit le doublé coupe-championnat, NEC Nimègue termine dernier du championnat et est relégué mais se qualifie pour la Coupe d'Europe des vainqueurs de coupe de football 1983-1984 en tant que finaliste perdant.